# Callirhipis kurosawai
Callirhipis kurosawai is een keversoort uit de familie Callirhipidae. De wetenschappelijke naam van de soort is voor het eerst geldig gepubliceerd in 1995 door Sato.